# Орлівське (Запорізький район)
Орлі́вське — село в Україні, в Запорізькому районі Запорізької області. Входить до складу Петро-Михайлівської сільської громади.
Площа села — 20,7 га. Кількість дворів — 16, кількість населення на 01.01.2007 р. — 32 чол.

## Географія
Село Орлівське знаходиться на лівому березі річки Дніпро, нижче за течією примикає село Перун.
Село розташоване за 50 км від міста Вільнянськ, за 50 км від обласного центра. Найближча залізнична станція — Вільнянськ — знаходиться за 50 км від села.

## Історія
Село утворилось на межі 1920-1930-х років.
Назва походить через балку Орлів Байрак, у якій стояла хата запорожця Василя Орла (1770-і, 1780-і роки).
В 1932-1933 селяни пережили сталінський геноцид.
З 24 серпня 1991 року село входить до складу незалежної України.
До 2017 орган місцевого самоврядування — Дніпровська сільська рада.
День села відзначається 22 вересня.

## Пам'ятки
Неподалік — пам'ятка природи: «Глибока балка».